# 파이터 (2021년 영화)
《파이터》는 2021년에 개봉한 대한민국의 영화이다.

## 캐스팅
- 임성미 : 진아 역
- 백서빈
- 오광록
- 이승연
- 김윤서
- 박서윤